# Lebenberg (Adelsgeschlecht)

Stammwappen

Lebenberg, auch Löwenberg, ist der Name eines alten Tiroler Adelsgeschlechts, das 1426 im Mannesstamm erlosch.

## Geschichte

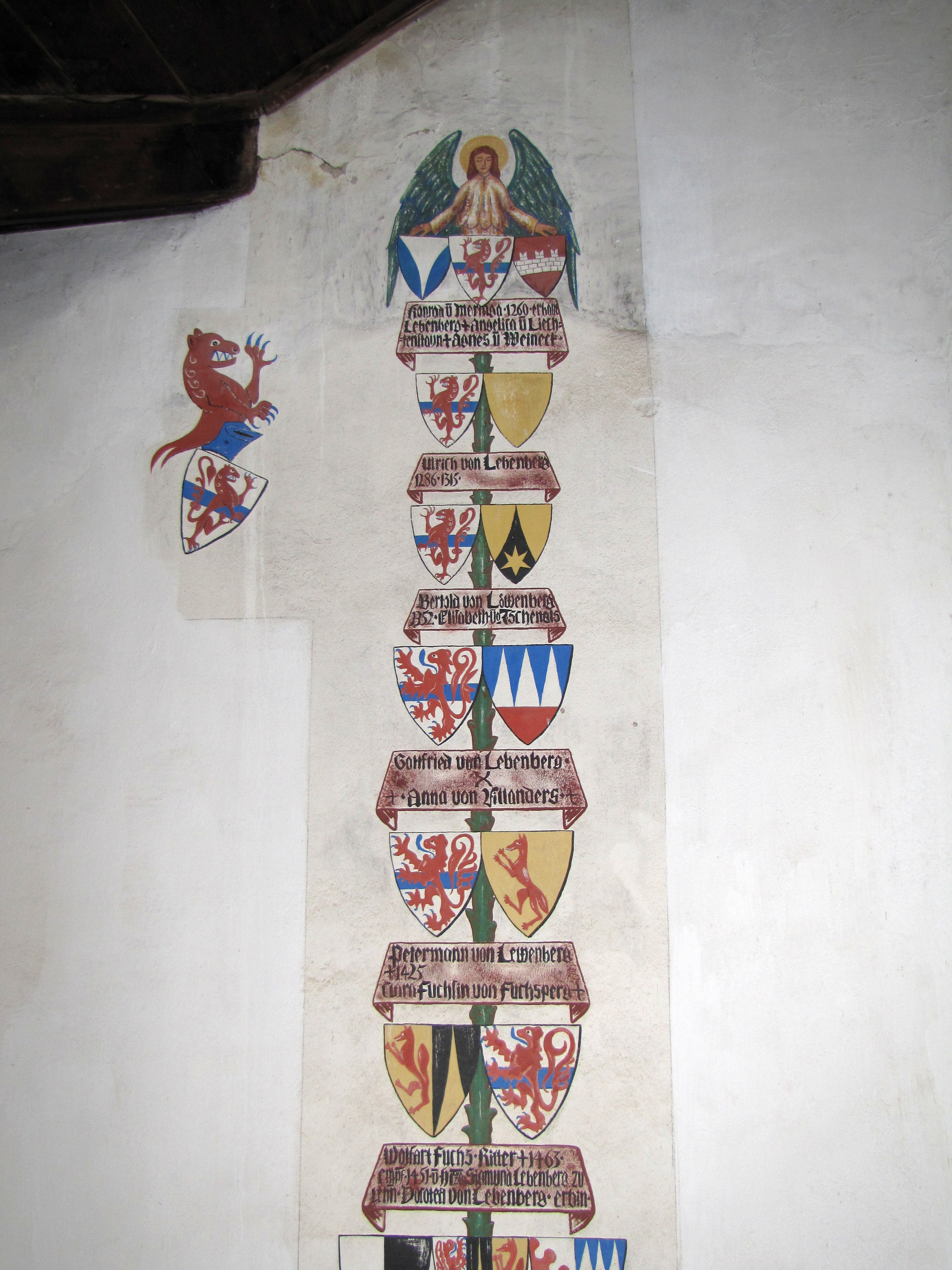
Stammbaum

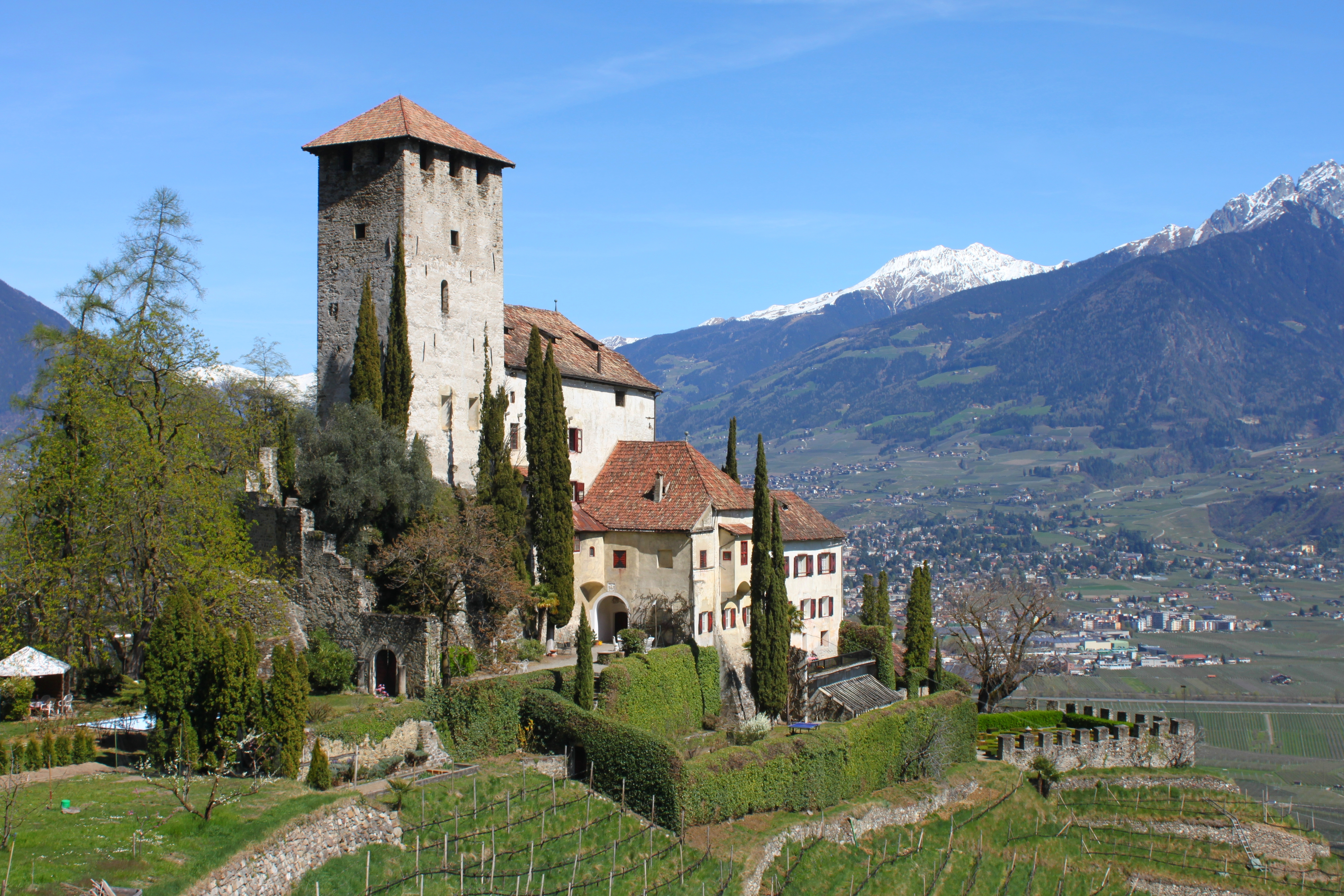
Schloss Lebenberg

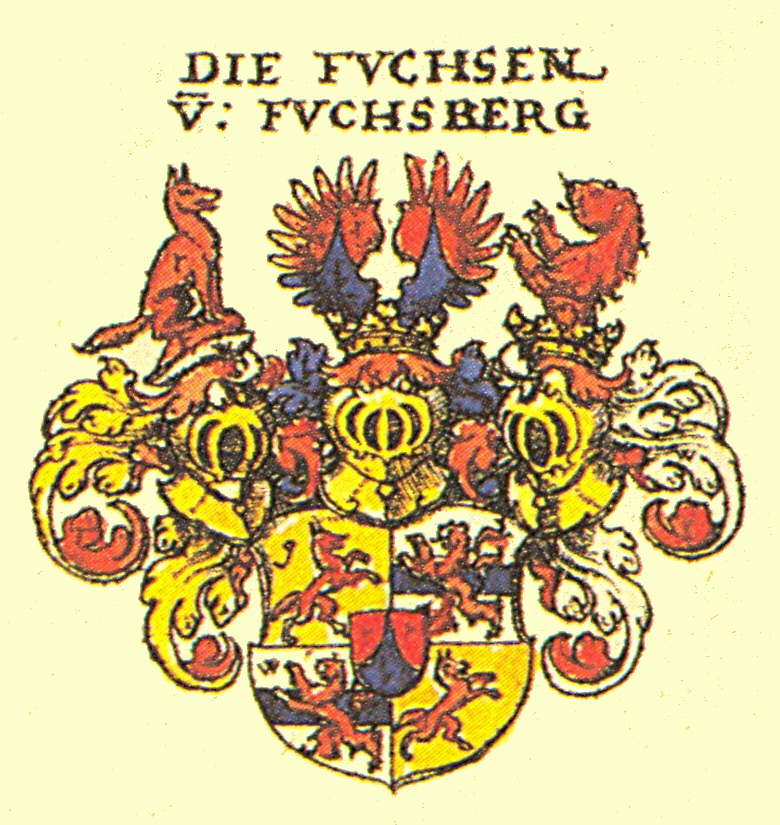
Gemehrtes Wappen der Fuchs von Fuchsberg in Siebmachers Wappenbuch

Das seit Mitte des 12. Jahrhunderts in Marling belegte ortsadlige Geschlecht, hatte seinen Sitz auf dem Gelände des heutigen Schulgebäudes, des ehemaligen Turnerhofes. Man fand dort im Keller Reste eines Turms. Eine Urkunde von 1164 bezeichnet einzelne Mitglieder noch als servientes comitis. Später werden die Herren von Marling als Tiroler Ministerialen angesehen. Das Wappen und die geographische Nähe lässt auf eine genealogische Verbindung mit den Ministerialen von Lana, den Herren von Brandis, schließen. Schon der Historiker und Schriftsteller Graf Franz Adam von Brandis (1639–1695) vermutete eine Stammverwandtschaft der Herren von Lebensberg mit jenen der Lanaburg. Zwischen 1236 und 1270 sind Rudolf und Wolfgang von Mering beurkundet. 1260 nennt sich der Sohn Rudolfs, Rudolf von Meringa, nach dem Wohnsitz Burg Lebenberg von Meringa und Lebenberg. 1271 war ein Heinrich von Märingen Zeuge, als die Grafen Meinhard und Albrecht von Tirol 1271 ihre Besitzungen teilten.
1274 kommt Cunz von Mering vor. 1286 nennen sich seine Söhne Ulrich, Lazarus und Konrad nur noch von Lebenberg. Ulrich, der vor 1368 starb, war mit der Bozner Adeligen Maria von Weineck verehelicht. Im Jahre 1352 kaufte Berthold von Lebenberg, der mit Elisabeth von Tschengls vermählt war, von seinem Schwager Berthold von Tschengls die halbe Burg Tschenglsberg. Auf den Landtagsverhandlungen von Meran 1361 erscheint ein Reinhard von Löwenberg. Friedrich von Hauenstein versetzte 1406 dem Ritter Leonhard von Lebenberg den Sitz von Marling samt Gericht. 1408 wurde Leonhard von Lebenberg von Herzog Friedrich IV. als Nachfolger von Heinrich VI. von Rottenburg zum Landeshauptmann an der Etsch ernannt. Leonhard von Lebenberg verstarb vor 1421, nachdem er einen Hof in Branzoll als Seelgerätsstitung an das Bozner Heiliggeistspital vermacht hatte. Dessen Bruder Bartholomäus von Lebenberg hatte 1383 für sich und seine Geschwister Gottfried, Margareth und Anna die tridentinischen Lehen empfangen.
Der Sohn Gottfrieds, Petermann von Lebenberg, vermählte sich 1395 mit Clara von Fuchs von Fuchsberg. Mit seinem Tod erlosch das Geschlecht im Mannesstamm. Durch Heirat seiner einzigen Tochter und Erbin Dorothea von Lebenberg gelangte Lebenberg an Wolfhart Fuchs von Fuchsberg, dessen Linie der Fuchs von Fuchsberg auch schon die Jaufenburg im Passeiertal besaß. Sie erwarb ebenfalls im 15. Jahrhundert das Schloss Freudenstein in Eppan. 1450 empfängt Thomas Fuchs von Fuchsberg als Lehensträger seiner Mutter Dorothea und seiner Geschwister die Feste Lebenberg. Als letzter seines Geschlechts starb 1828 Graf Johann Fuchs von Fuchsberg, dessen Grabstein sich an der Pfarrkirche von Marling befindet. Der Lehensbesitz fiel an die landesfürstliche Kammer zurück, der Allodialbesitz in Lebenberg, Jaufenburg sowie Liegenschaften und Rechte im Raum Marling, Tscherms, Ulten und Tisens an seine Witwe Maria Anna, geborene Gräfin von Mohr.

## Wappen
Im silbernen Feld mit blauem Balken ein nach rechts steigender roter Löwe. 1456 verleiht Kaiser Friedrich den Gebrüdern Thoman, Wolfhart und Georg Fuchs, zu Neustadt, das von ihrer Mutter, der letzten ihres Geschlechts, anheimgefallene Wappen. Die Lebenberger Linie der Fuchs von Fuchsberg fügte fortan das erledigte Wappen ihrem eigenen hinzu. Seit 1966 wird es von Marling als Gemeindewappen geführt.

## Stammbaum
- Konrad von Marling; ⚭ 1.) Angelika von Liechtenstein; ⚭ 2.) Agnes von Weineck
  - Ulrich von Lebenberg; ⚭ Maria von Weineck
    - Bertold von Lebenberg; ⚭ Elisabeth von Tschengls
      - Gottfried von Lebenberg; ⚭ Anna von Villanders
        - Petermann von Lebenberg; ⚭ Clara Fuchs von Fuchsberg
          - Dorothea von Lebenberg; ⚭ Wolfhart Fuchs von Fuchsberg
            - Linie Fuchs von Fuchsberg auf Lebenberg (1828 erloschen)